# Le Vautour (film, 1929)
Pour les articles homonymes, voir Vautour (homonymie) et Sky Hawk.
Pour plus de détails, voir Fiche technique et Distribution.
Le Vautour (The Sky Hawk) est un film américain réalisé par John G. Blystone et sorti en 1929.

## Synopsis
Pendant la Première Guerre mondiale, Jack Bardell est un aviateur de la RAF, qui est renvoyé du service après un accident d’avion suspect qui, selon ses collègues pilotes, montre qu’il était lâche face à l’ennemi. Temporairement paralysé, il demande l’aide de son mécanicien Tom Berry pour reconstruire un avion d'entrainement. Bardell récupère dans la mesure où il est capable de voler à nouveau, se rachetant lors d’une attaque de zeppelin allemand au-dessus de Londres, abattant l’un des dirigeables.

## Fiche technique
- Titre : Le Vautour
- Titre original : The Sky Hawk
- Réalisation : John G. Blystone
- Scénario : Llewellyn Hughes
- Producteur : William Fox
- Production : Fox Film Corporation
- Photographie : Conrad Wells
- Musique : Charles Wakefield Cadman
- Distribution : Fox Film Corporation
- Durée : 67 minutes
- Date de sortie : 11 décembre 1929 (première)

## Distribution
- John Garrick : Jack Bardell
- Helen Chandler : Joan Allan
- Gilbert Emery : Major Nelson
- Lennox Pawle : Lord Bardell
- Lumsden Hare : Judge Allan
- Billy Bevan : Tom Berry
- Daphne Pollard : Minnie
- Joyce Compton : Peggy
- Percy Challenger : Charles, the butler
- Jimmy Aubrey : ground crewman
- Hans Fuerberg : Zeppelin navigator
- Mary Gordon : Mary, the maid
- David Manners : pilote
- Ellinor Vanderveer : passager[1]